# Pinguarsuit Sermiat
Pinguarsuit Sermiat är en glaciär i Grönland (Kungariket Danmark).   Den ligger i kommunen Qaasuitsup, i den nordvästra delen av Grönland, 1 500 km nordväst om huvudstaden Nuuk. Pinguarsuit Sermiat ligger 260 meter över havet.
Terrängen runt Pinguarsuit Sermiat är varierad. Havet är nära Pinguarsuit Sermiat söderut. Trakten runt Pinguarsuit Sermiat består i huvudsak av gräsmarker.